# Ꝿ

Malé a velké obrácené insulární G

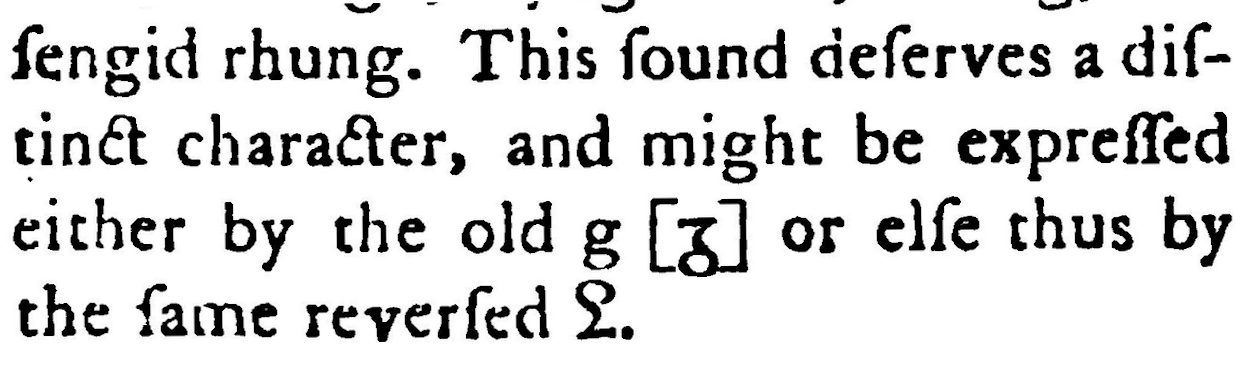
Pohled na text Pryceova díla Archaeologia Cornu-Britannica, kde na straně 8 zmiňuje speciální znak Ꝿ

Ꝿ (minuskule ꝿ) je velmi zřídka používaný speciální znak latinky nazývaný obrácené insulární G. Tento znak byl použit pro jeden ze zápisů staré kornštiny.

## Použití ve staré kornštině
Ꝿ použil spisovatel William Pryce v roce 1790 ve své knize kornské gramatiky s názvem Archaeologia Cornu-Britannica, ve které navrhl tento znak pro zápis znělé velární nazály [ŋ]. Pryce jej využil k rozlišení této výslovnosti od znělé velární plozivy [ɡ], pro jejíž zápis navrhl použití běžného písmena G.

## Unicode
V Unicode mají písmena Ꝿ a ꝿ tyto kódy:
- Ꝿ U+A77E
- ꝿ U+A77F